# Вершини не сплять
«Вершини не сплять» — радянський художній фільм 1987 року, знятий режисером Рафаелем Гаспарянцем на Північно-Осетинській студії телефільмів.

## Сюжет
Екранізація однойменного роману Аліма Кешокова. Дія картини відбувається до та під час Громадянської війни.

## У ролях
- Дагун Омаєв — Остемір
- Басір Шибзухов — Інал
- Руслан Фіров — Казгірей
- Ах'яд Гайтукаєв — Жираслан
- Барасбі Мулаєв — Аральпов
- Юрій Назаров — Коломєйцев
- Алі Тухужев — Баляцо
- Валентин Камергоєв — Ельдар
- М. Макітова — Сарима
- Тіма Жигунов — Клішбієв
- Муса Дудаєв — Інус
- Асланбек Таугазов — Хасбулат
- Венера Гадзаєва — Думасара
- Анатолій Шихалієв — Карім
- Ф. Кажаров — мула
- Мухадін Секреков — Гумар
- Султан Каздохов — Мусса
- Таубій Мізієв — абрек
- Мурадін Думанов — епізод
- Валерій Балкізов — епізод
- Юрій Балкаров — епізод
- Таужан Шхагапсоєва — епізод
- М. Пєкова — епізод
- С. Бєштоєва — епізод
- Л. Блаєва — епізод
- Марк Расторгуєв — епізод
- Л. Шеметова — епізод
- Аслан Шибзухов — епізод

## Знімальна група
- Режисер — Рафаель Гаспарянц
- Сценаристи — Алім Кешоков, Ігор Притула
- Оператор — Михайло Немиський
- Композитор — Володимир Комаров
- Художник — Володимир Пархоменко